# Strength and Loyalty
Strength and Loyalty, is een album van Bone Thugs-N-Harmony. Het album ligt op 8 mei 2007, in de winkels. Grote producers als Jermaine Dupri, Akon en will.i.am zullen een bijdrage leveren.

## Tracklisting
| #  | Titel                        | Producer(s)              | Gastartiest(en)        |
| -- | ---------------------------- | ------------------------ | ---------------------- |
| 1  | "Flowmotion"                 | The Individuals          |                        |
| 2  | "Bumps In The Trunk"         | The Individuals          | Swizz Beatz            |
| 3  | "Wind Blow"                  | Pretty Boy & Bradd Young |                        |
| 4  | "I Tried"                    | Akon                     | Akon                   |
| 5  | "Lil Love"                   | Jermaine Dupri           | Mariah Carey & Bow Wow |
| 6  | "C-Town"                     | Neo Da Matrix            | Twista                 |
| 7  | "Order My Steps (Dear Lord)" | Pretty Boy & Bradd Young | Yolanda Adams          |
| 8  | "Streets"                    | will.i.am                | The Game & will.i.am   |
| 9  | "9mm"                        | Street Radio             |                        |
| 10 | "Gun Blast"                  | Ty Fyffe                 |                        |
| 11 | "Candy Paint"                | Swizz Beatz              |                        |
| 12 | "So Good, So Right"          | Mally Mall               | Felecia                |
| 13 | "Sounds The Same"            | DJ Toomp                 |                        |
| 14 | "Never Forget Me"            | Akon                     | Akon                   |

## Album Cuts
| # | Titel                     | Producer(s)   | Gastartiest(en) |
| - | ------------------------- | ------------- | --------------- |
| # | "Assurance"               | Polow Da Don  |                 |
| # | "When The Thugs Come Out" | Swizz Beatz   |                 |
| # | "Come With Me"            | Swizz Beatz   |                 |
| # | "Toast To That"           | Swizz Beatz   |                 |
| # | "Real OG's"               | Swizz Beatz   | Chamillionaire  |
| # | "Ain't Satisfied"         | Kanye West    |                 |
| # | "My Dolla Bills"          | Three 6 Mafia |                 |
| # | "You N Me"                |               | Gwen Stefani    |
| # | "Certifies Thug"          | Jazze Pha     | Jazze Pha       |
| # | "End of Dayz"             |               |                 |
| # | "Real Niggaz"             |               |                 |
| # | "Struggle"                |               | Petey Pablo     |
| # | "We Workin'"              |               |                 |
| # | "One Day At A Time"       |               |                 |
| # | "Smoke With You"          |               |                 |